# Ať žijí rytíři! (seriál)
Ať žijí rytíři! je český televizní seriál z roku 2010, vyrobený Českou televizí a produkční společností Three Brothers Production. Jedná se o seriálový sestřih stejnojmenného filmu z roku 2009 režiséra Karla Janáka. V původní sedmidílné verzi byl premiérově uveden od 8. ledna do 19. února 2010 v České televizi, v podobě se 14 kratšími díly byl poprvé vysílán v roce 2014.

## Děj
(řazeno podle sedmidílné verze)

### 1. díl Královský posel
Martin z Vamberka je šlechtic a žije na tvrzi. Má pět dětí: Petra, Terezu, Vítka, Michala a Kateřinu. Přijíždí posel od krále, aby se Martin zúčastnil tažení proti Saracénům, kteří začali vypalovat na hranicích Českého království. Posla však mají chytit a zamordovat lapkové, poslaní Martinovým novým sousedem, Albrechtem z Krvenos. Martin je spolu s družinou a nejstarším synem Petrem na lovu. Ostatní Martinovy děti se zatím rozhodnou jít otci naproti. Děti tak načapají loupežníky snažící se zabít posla. Spolu s poslem pak lapky odrazí a při příjezdu družiny se dá tříčlenná horda na útěk.

### 2. díl Zrada
Martin tedy odjíždí na tažení, po cestě se k němu přidají šlechticové Albrecht a rodinný přítel Vladimír. Správcem tvrze se stává Petr, Martinův syn a když se Martinovi na mostě splaší kůň a Vamberk spadne, tak ho zachrání Albrecht, který myslel na pravý opak. Martin a Vladimír se svými zbrojnoši jsou u hranic přepadeni saracénskou jednotkou a jelikož chce Albrecht získat tvrz Vamberků, tak se na to dívá shora a nepomůže. Vladimír zachrání Martinovi život v boji a sám při tom zemře. Ještě před smrtí Vladimíra mu Martin slíbí, že se stane poručníkem jeho dcery Jany. Nakonec je tedy Martin zajat a spolu se křesťanskými zbrojnoši a několika saracény je dán do kobky přikryté dvěma kamennými víky nad sebou. Mezitím je Martinova tvrz přepadena těmi třemi lapky a Albrechtovými zbrojnoši převlečenými také za ně. Když nad loupežníky, které tam nechtě pustila Terka myslící si, že to jsou žebráci, slavně zvítězí, oslavuje se až do rána.

### 3. díl Na útěku
Albrecht přijede k Vamberkům na výzvědy a pozve děti na rytířský turnaj. Po odjezdu dětí na Albrechův hrad umožní zůstavší Krvenosští zbrojnoši u Vamberků loupežníkům (tedy i převlečeným zbrojnošům), aby obsadili tvrz a sami se nechají dobrovolně s Vamberskými zavřít do sklepa (Vamberští nedobrovolně). Na Krvenosích zvítězí Petr v prvním kole a děti tam uvidí ty tři loupežníky. Řeknou tedy 
Albrechtovi, že se pod jednou střechou s lapky necítí bezpečně. Ten jim však řekne, že jejich otec se zranil a po bitvě zemřel. Tak se tedy Albrecht prohlásí jejich poručníkem. Páže Adam, který miluje Terezku, jim však pomůže utéct a děti se tak dostanou zpátky do své tvrze. Tam na ně čekají Krvenošstí a mají je prý odvézt zpět na Albrechtův hrad. Albrecht tajně přikázál loupežníkům aby – přepadněte děti se zbrojnoši vracející se ke mne a toho nejstaršího (Petra) zabijte – dopadne to ale jinak, děti utečou a shledají se s živým otcem a jeho družinou, kde je Jana, také Ahmed (saracénský lékař, uzdravil rychle skoro celou družinu) a další asi dva muslimové. Co rozkázal Albrecht? Otec, nebo děti? Převlíkat! Loupežnické nebo zbrojnošské? Hlavně rychle. Takže zlá osádka se převléká, samozřejmě né dost rychle a skoro se nezmůže na odpor. Tvrz je osvobozena a Albrecht má co vysvětlovat.

### 4. díl Láska ve tvrzi
Nakonec se z toho tedy vykroutí, prý že – loupežníci přepadli tvrz a moji zbrojnoši ji osvobodili, hlídali a do sklepa se nedívali. Martin přivezl spolu s muslimy tajemství výroby saracénské ocele, zbudoval lázně a začal vozit železnou rudu na svou tvrz. Pán z Vamberka jel vypořádat k Janině tetě Marii dědictví po Vladimírovi a až se krásná Jana vrátila, dostala od čtyř sourozenců (tedy mimo Terky) dárky k narozeninám. Kačenka dala dva oblázky, Michal oblázkový náhrdelník, Vítek skalku s potůčkem na ruční pohon a Petr truhlu osázenou oblázky do tvaru srdce s růžemi uvnitř. Mezitím se kola pomsty rozeběhla – Albrecht Martina pomluvil u biskupa Teplického – pomluva putovala ke králi.

### 5. díl V pasti
Cože, já že přepadávám povozy na svých cestách a provozuji čarodějnictví a černou magii? – Martin musel jet co vysvětlovat ke králi a děti otec poslal k Marii (i s Janou). Ani jedna výprava do cíle nedorazila. Děti byly přepadeny Albrechtovými zbrojnoši, kteří je měli zabít a Martin je pozván do Krvenosského hradu, kde je omámen a s celou družinou zavřen do hladomorny, kam Albrecht předtím dal i Martinem dva zajaté loupežníky, plus šéfa lapků, který se ve Vamberském žaláři ocitl dobrovolně. Posel je probodnut Martinovou dýkou a poslat jako (samozřejmě lživý, ale král neví že je to podvod) důkaz ke králi na královský hrad.

### 6. díl Strašidla na hradbách
Martinovy děti se prý utopily v řece a jako důkaz dostal něco z jejich oděvu a hraček. Děti se dostanou s Janou živé a zdravé na svou tvrz díky strouze, kterou jedno z dětí proklouzne do kuchyně – to je tak pro trpaslíky – takže pro Kačenku! Michal vymyslí strašící plán a osádka – hlavně Albrecht – stráví na tvrzi bezesnou noc. To je dobře, že utíkáme z týhle strašidelný tvrze – kdo tu utíká, ty idiote!? odvětí Albrecht na láteření svých zbrojnošů a osm včetně velitele tam nechá. Odváží si však pokladnu a jede na popravu Pána Martina. Tomu pomůže zase páže Adam zdrhnout z vězení – dá mu lano a mapu. Spolu s Martinem jde jeho družina, loupežníci i žalářník. 

### 7. díl V sevření hada
V poledne odjíždí z hradu povoz – nikam se nejede, zítra povezeš rakve! a problém je na světě – jak z vozu ven? Kdyby to bylo na mě, tak to tu zapálím a všechny zamordujem! řekl jeden z lapků – Martin na to: Není tu něco k zapálení? – Noo je – tak to zapal! Adam to tedy zapálí a mohou utéct z vozidla. Dětem se přes den podařilo vyhnat z tvrzi všechny zbrojnoše od Albrechta či je zneškodnit a na hrad Krvenosy dorazí jejich velitel – tvrz je v moci zlých duchů! Vypadají jako ty děti, co se utopily! V noci dorazí k družině Vamberčanů, loupežníkům a žalářníkovi Adam se zprávou – Tvé děti jsou na tvrzi a Albrecht je jede zabít! Jak se tam dostat? Všechny koně jsou pryč a stráže tu zůstaly! Ještě je tu možnostost toho spouštění na laně? Tak se spustí z hradeb a vydají se ke své tvrzi. První útok odvrátí děti šípomety¹, při druhém shodí shazovadlem¹ žebříky a dračím dechem¹ odvrátí útok beranidlem na bránu. Když tu tvrz nemůžu mít já, tak ji nebude mít nikdo – tak dal Albrecht rozkaz k útoku katapulty s ohnivými koulemi². Proti tomu už nám žádný Vítkovy vynálezy nepomohou... a osádka tvrze musí vyjít ven, kde na ně čeká Albrecht s tím, že všechny nechá okamžitě zastřelit kušemi². V tom trubadůr Vamberských poddaných z lesa zatroubil a spolu s ním poddaní, královna a české královské vojsko. 
Přišlo vítězství Vamberčanů. A co Albrecht? Ujišťuji vás, pane Albrechte z Krvenos, že již šlechticem nejste. Tímto mu královna odebrala titul, panství i majetek. Od této chvíle jste mým vězněm a budete souzen podle práva. 
A tak se konala svatba, Martin si bral Marii. Všichni slavili, Petr se stal rytířem z Vamberka.

## Seznam dílů čtrnáctidílné verze
1. Loučení
2. Pán tvrze
3. Falešná hra
4. Zrádný přítel
5. Útěk domů
6. Přepadení
7. Narozeniny
8. Albrecht zuří
9. Udání
10. Na ostří meče
11. Tvrz v zajetí
12. Strašidla
13. Ticho před bouří
14. Ztracená bitva